# Perilitus petiolaris
Perilitus petiolaris är en stekelart som beskrevs av Herrich-Schäffer 1838. Perilitus petiolaris ingår i släktet Perilitus och familjen bracksteklar. Inga underarter finns listade i Catalogue of Life.